# Suillia brunneipennis
Suillia brunneipennis är en tvåvingeart som beskrevs av Leander Czerny 1932. Suillia brunneipennis ingår i släktet Suillia och familjen myllflugor. Inga underarter finns listade i Catalogue of Life.